# نوریفومی یاماموتو
نوریفومی یاماموتو (انگلیسی: Norifumi Yamamoto; ۱۵ مارس ۱۹۷۷ – ۱۸ سپتامبر ۲۰۱۸) ورزشکار هنرهای رزمی ترکیبی و کشتی‌گیر اهل ژاپن بود.